# Hirschstein (Gurktaler Alpen)
Der Hirschstein ist ein 2047 m ü. A. hoher Berg in den Gurktaler Alpen in Österreich. 
Etwas präziser ausgedrückt liegt er in den Metnitzer Bergen in der Gemeinde Metnitz in Kärnten.
Obwohl nicht mehr zu den Nockbergen gehörig, weist dieser Berg eine typische Nockberge-Gestalt auf – ein grasbedeckter sanfter Hügel oberhalb der Waldgrenze.
Zwei rund 30 Höhenmeter südlich des höchsten Punktes gelegene Felsformationen – von den Einheimischen die 'Kegalan' (kärntnerisch für Kegel) genannt – sowie der Rotwildreichtum dürften Namensgeber für diesen Berg gewesen sein.
Durch seine Lage in einem von Land- und Forstwirtschaft sowie besonders der Jagd dominierten Gebiet ist er dementsprechend touristisch nicht erschlossen. Weder ist eine Wegmarkierung vorhanden, noch gibt es Stützpunkte wie Hütten und dergleichen. 